# Ketama
Ketama ist eine spanische Band des Nuevo Flamenco mit starken Pop-Einflüssen. Der Name der Band bezieht sich auf die Hochburg des Cannabis-Anbaus Issaguen im ehemaligen Spanisch-Marokko, die auch Ketama genannt wird.

## Geschichte
Entdeckt wurde die Band von dem spanischen Musikproduzenten Mario Pacheco, der ihre Musik auf seinem Label Nuevos Medios veröffentlichte.
Die Band wurde in den frühen 1980ern in Madrid im bekannten Flamenco-Club Los Canasteros gegründet, wo sie auf Flamenco-Größen wie Paco de Lucía, Enrique Morente und Camarón de la Isla zu traf. Gründungsmitglieder waren José Soto Barea „Sorderita“ (* 1961 in Jerez de la Frontera), Ray Heredia (* 1963; † 17. Juli 1991 in Madrid) und Juan José Carmona Amaya „El Camborio“ (* 1960 in Granada).
Zuletzt bestand die Band aus dem Sänger und Perkussionisten Antonio Carmona (* 1965 in Granada), dessen Bruder, dem Gitarristen Juan Carmona sowie deren Cousin, dem Gitarristen José Miguel Carmona (* 1971 in Madrid).
Seit Auflösung der Band 2004, im zwanzigsten Jahr ihres Bestehens, konzentrierten sich die Musiker vornehmlich auf ihre Solokarrieren. Auf einer Pressekonferenz im November 2018 kündigten Ketama eine Reunion für ein neues Album und die Spanien-Tournee No estamos locos an. Letztere fand im Frühjahr 2019 statt.

## Diskografie
- Ketama (Nuevos Medios, 1985)
- La pipa de Kif (Nuevos Medios, 1987)
- Songhai (Nuevos Medios, 1988, mit dem Kora-Spieler Toumani Diabaté und dem Bassisten Danny Thompson)
- Y es ke me han kambiao los tiempos (Universal, 1990)
- Karma (recopilatorio) (Nuevos medios, 1990)
- Canciones hondas (recopilatorio) (Nuevos medios, 1992)
- Pa’ gente con Alma (Polygram, 1992)
- El Arte de lo invisible (Universal, 1993)
- Songhai 2 (Nuevos medios, 1994, mit Toumani Diabaté, José Soto und Danny Thompson)
- De akí a Ketama (Universal, 1995)
- Konfusión (Universal, 1997, ES: Platin)
- Sabor Ketama (Mercury Records, 1998, ES: Gold)
- Toma Ketama! (Universal, 1999, ES: ×2Doppelplatin )
- Dame la mano (Universal, 2002, ES: Gold)
- Nuevos Medios Colección (Nuevos medios, 2002; Kompilation)
- 20 pa’ Ketama (Universal, 2004)
- De akí a Ketama Deluxe (Universal, 2019)

## Auszeichnungen für Musikverkäufe
Anmerkung: Auszeichnungen in Ländern aus den Charttabellen bzw. Chartboxen sind in ebendiesen zu finden.
| Land/RegionAuszeichnungen für Musikverkäufe (Land/Region, Auszeichnungen, Verkäufe, Quellen) | Gold     | Platin     | Verkäufe | Quellen             |
| -------------------------------------------------------------------------------------------- | -------- | ---------- | -------- | ------------------- |
| Spanien (Promusicae)                                                                         | 2× Gold2 | 7× Platin7 | 800.000  | elportaldemusica.es |
| Insgesamt                                                                                    | 2× Gold2 | 7× Platin7 |          |                     |